# Jesús Siqueiros
Jesús Siqueiros Moreno (Hermosillo, Sonora, México, 20 de enero de 1889-Querobabi, Sonora, México, 26 de diciembre de 1960) fue un Tipógrafo, periodista y Político mexicano, reconocido por su trayectoria en los medios impresos sonorenses.

## Biografía
Jesús Siqueiros Moreno nació el 20 de enero de 1889 en Hermosillo, Sonora, hijo de Jesús Siqueiros Carrillo y María del Carmen Moreno. Era nieto de Jesús Pedro Siqueiros Fuentes, primer tipógrafo nacido en el estado de Sonora, quien tuvo el honor de imprimir los primeros periódicos que se editaron en Sonora después de la introducción de la imprenta en la ciudad de Arizpe.
En 1914, fundó el semanario El Centinela en el que ejerció como director hasta 1916, cuando se trasladó a la ciudad de Nogales, Sonora.
El 3 de junio de 1916 contrajo matrimonio con Teresa Acuña y establecieron su hogar en la calle Colón número 14, de la ciudad de Nogales, donde criaron a sus hijos: Amalia, Josefina, Carlos, Delia, Ofelia, Jesús, Jorge, María Teresa, Berta y Cecilia.
El 20 de marzo de 1926, estuvo a cargo de la publicación del periódico El Noroeste, del cual fue propietario junto con Jesús Maytorena. Los talleres de dicho periódico se ubicaron en la antigua calle Arizpe (hoy Avenida Obregón) en la ciudad de Nogales.
Jesús Siqueiros también desempeñó un papel relevante en la política del estado de Sonora. En 1925, fue Presidente Municipal interino de la ciudad de Nogales durante siete meses, donde se destacó por su actitud fraternal.
En 1951, dejó la dirección de El Noroeste a cargo de su hijo Carlos y se mudó a Benjamín Hill, Sonora, donde se convirtió en el primer presidente municipal de la entidad, cargo que ocupó de 1952 a 1955.
En 1957 fundó el periódico El Independiente, que se publicó semanalmente en Benjamín Hill hasta después de su fallecimiento..
Jesús Siqueiros Moreno falleció el lunes 26 de diciembre de 1960 en un accidente automovilístico en la carretera internacional Nogales - Hermosillo, cerca de la población de Querobabi. Fue sepultado en el Panteón de los Héroes de la ciudad de Nogales, Sonora.
En la actualidad un par de calles llevan su nombre, una en Nogales, Sonora y otra de ellas en su natal Hermosillo, Sonora. Asimismo la avenida 6 en Guaymas, Sonora, llevó de 1962 a 2009 su nombre, sin embargo actualmente lleva el nombre de Julio Luebbert Seldner.